# Scraptia brunnea
Scraptia brunnea es una especie de coleóptero de la familia Scraptiidae. 

## Distribución geográfica
Habita en Japón.